# Убинский форпост
Убинский форпост — сторожевое укрепление Иртышской линии. Располагалась в районе современного села Убинское Новосибирской области.

## История
В первой половине XVIII продолжается активное освоение Западной Сибири русскими купцами, промышленниками и переселенцами. Для устойчивого функционирования сухопутного пути из Чаусского острога до Бергамакской слободы строятся небольшие форпосты. В 1722 г. в Барабинской лесостепи основываются — Убинский, Каинский, Усть-Тартасский форпосты. Первые свидетельства об их устройстве и населении опубликованы в описании немецких ученых и путешественников, участников Академических экспедиций Императорской Академии наук Д. Г. Мессершмидта (1719 г.), Г. Ф. Миллера (1734 г.), И. Г. Гмелина (1741 г.), И. П. Фалька, П. С. Палласа (1771—1773 гг.). Наиболее полно о строительстве и локализации Убинского форпоста описано в дневнике И. Г. Гмелина (1741 г.). Иоганн Георг Гмелин — немецкий ученый, ботаник, врач, путешественник, исследователь Сибири и Урала на русской службе, действительный член Петербургской Академии наук. Летом И. Г. Гмелин 1741 г. проследовал из Томска в Тару через Барабинскую лесостепь. Убинский форпост располагался в двух с половиной верстах от Убинского озера, в 84 верстах от реки Чулым и от Чаусского острога в 207 верстах. В плане — это четырехугольник, окруженный узким и мелким рвом, укрепленным надолбами и рогатками. Форпост имел два входа — с востока и с юго-запада. В южную и восточную стены встраивались пять казарм, где проживали 50 человек, частично русских, частично татар. Командующий форпостом проживал в Каинском форпосте. Четырехугольный в плане, он был обнесен валом, на котором стоял березовый палисад. По углам были открытые «роскаты» для артиллерии.
Вне форпоста находилась каланча «для связи с полем», с отъезжими казачьими караулами. Расположение Убинского форпоста на открытом и ровном поле, вдали от леса и водных ресурсов, затрудняло проживание поселенцев. В 1746 году Убинский форпост был переведен на реку Каргат, где существует под именем село Форпост-Каргат до сих пор. На месте Убинского острога была организована почтовая станция Московского тракта, действовавшего до XX в.
В 1753 г. сюда были переселены крестьяне из Чаусского острога и Убинское постепенно превратилось в обыкновенное земледельческое поселение.
Точное местоположение острога остается предметом исследований.